# Мілдред Пірс
«Мілдред Пірс» (англ. Mildred Pierce) — американський фільм-нуар, знятий в 1945 році режисером Майклом Кертісом. Сценарій Ренальда Макдугалла, Вільяма Фолкнера та Кетрін Терні заснований на однойменному романі Джеймса Кейна, що вийшов у 1941 році. Ця стрічка принесла довгоочікуваний «Оскар» голлівудській кінодіві Джоан Кроуфорд. У 1996 році Бібліотека Конгресу включила «Мілдред Пірс» в Національний реєстр фільмів.

## Сюжет
На відміну від роману, де оповідь ведеться від третьої особи в хронологічному порядку, у фільмі використовується закадровий виклад від імені головної героїні. Історія заснована на допиті поліцією самої Мілдред Пірс після виявлення тіла її другого чоловіка Монті Берагона.

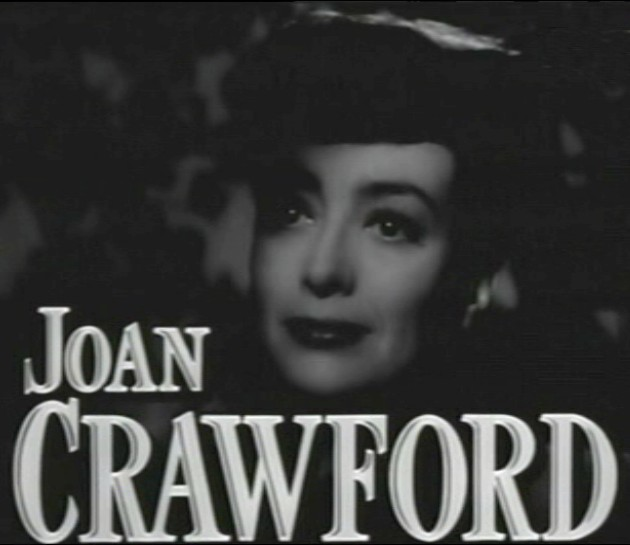
Мілдред Пірс у виконанні Джоан Кроуфорд

Фільм, дотримуючись класичної манери стилю нуар, відкривається сценою вбивства Берагона. Перед смертю він встигає прошепотіти ім'я «Мілдред». Коли про це стає відомо, підозра поліцейських падає на власницю мережі ресторанів Мілдред Пірс. На допиті обвинувачена зізнається у вбивстві. Далі Мілдред розповідає історію свого життя, яка відображається на екрані низкою флешбеків.
Домогосподарка Мілдред нещаслива у шлюбі з Бертом Пірсом, який втратив роботу. Колишній партнер Берта з торгівлі нерухомістю, Воллі Фей, робить пропозицію Мілдред, дізнавшись, що вона зібралася розлучатися з Бертом. У Мілдред залишаються дві дочки: 16-річна Веда, чванлива кар'єристка і честолюбна піаністка, та 10-річна Кей, захоплена хлоп'ячими іграми.
Щоб забезпечити Веду, яка гордовито ставить себе вище інших і вимагає гарного життя, Мілдред зрештою влаштовується на посаду офіціантки в місцевий ресторан. Коли з часом Веда дізнається про це, вона приходить у лють від того, що її мати зайнята такою «низькою» роботою.

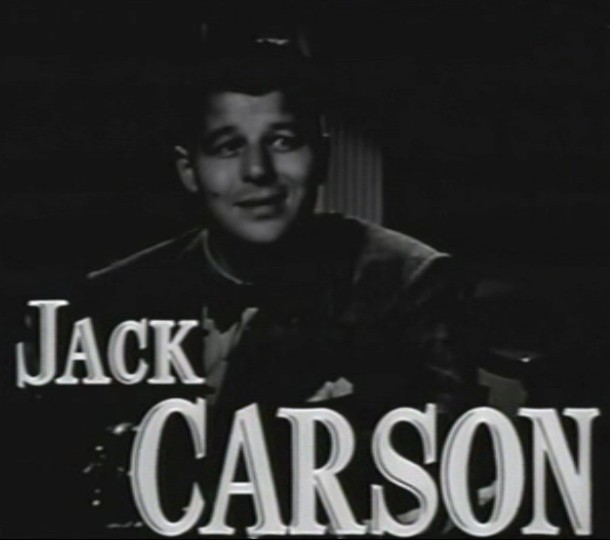
Воллі Фей у виконанні Джека Карсона

Кей незабаром підхоплює пневмонію і вмирає. Мілдред, з допомогою Воллі Фея зуміла відкрити нарешті свою справу, йде у неї з головою, щоб хоч якось відволіктися від свого горя. З часом її справа перетворюється на досить успішну мережу ресторанів під назвою «Mildred's», що знаходяться в Південній Каліфорнії.
Мілдред продовжує приділяти велику увагу Веді й потурати всім її примхам. Однак Веді все одно злиться на матір за її професії і їх «низький» соціальний статус. У підсумку героїня вступає в шлюб без кохання з колишнім багатієм Монті Берагоном, щоб тим самим підняти свій статус та престиж і догодити цим своїй дочці. Сам же Берагон веде життя плейбоя, який перебуває на утриманні Мілдред, а через деякий час остання і зовсім втрачає свій бізнес через спільні махінації Монті й жадібної Веди.
Коли розповідь повертається в той самий пляжний будиночок, де сталося вбивство Монті, стає зрозуміло, хто був виконавцем. Веда, розсердившись на свого спільника, стріляє в нього.

## Аналіз
Мілдред Пірс не є звичайним фільмом-нуар: тут любов, що опановує головним героєм і тягне його до дна, за самою своєю природою не має сексуального підтексту. Героїня, готова принести себе в жертву заради коханої людини, більше схожа на персонажа жіночих мелодрам, а не на фатальну жінку. З усім тим, нуарова складова домінує і в режисурі Майкла Кертіса, і в операторській роботі Ернеста Хеллера (який віддає перевагу сильне затемнення), і в жорсткій, шаленій, часто песимістичній музиці Макса Штайнера.

## У ролях
- Джоан Кроуфорд — Мілдред Пірс
- Джек Карсон — Воллі Фей
- Захарі Скотт — Монті Берагон
- Ів Арден — Іда Корвін
- Енн Бліт — Веда Пірс
- Брюс Беннетт — Берт Пірс
- Лі Патрік — місис Меггі Бідергоф
- Мороні Олсен — інспектор Пітерсон
- Веда Енн Борг — Міріам Елліс
- Джо Енн Марлоу — Кей Пірс